# Stalker (hrad)
Hrad Stalker (gaelsky: Caisteal an Stalcaire) se nachází asi 2,5 kilometru severovýchodně od přístavního města Appin ve správní oblasti Argyll a Bute v západním Skotsku. Čtyřpatrová obytná věž hradu stojí na přílivovém ostrůvku v zálivu Loch Laich, který je součástí většího zálivu Loch Linnhe. Jméno Stalker pochází z gaelského slova „Stalcaire“ znamenající „lovec“ nebo „sokolník“. Ostrovní hrad je jeden z nejlépe zachovalých středověkých obytných věží v západním Skotsku. Je na seznamu památek v kategorii A. 
Hrad je velmi oblíbenou turistickou destinací a stal se také dějištěm natáčení filmů Monty Python a Svatý Grál nebo Highlander.

## Historie
Hrad je v soukromém vlastnictví a během letních měsíců (od května do konce září) je v určitých hodinách otevřen návštěvníkům. Doprava je možná pouze na loďce. Pěšky bývá s obtížemi přístupný za odlivu. 